# حديقة الأسرة (القاهرة الجديدة)
حديقة الأسرة أو فاميلي بارك هي حديقة تقع في القاهرة الجديدة بجوار مدينة الرحاب على طريق طريق القاهرة - السويس الصحراوي.
تبلغ مساحة الحديقة حوالي 95 فدان وصممت على غرار حديقة العجائب بباريس، تضم الحديقة مبنى للعلوم والتكنولوجيا "ديسكفري" يحتوي على 140 تجربة نظرية وعملية في مجالات الكمياء، الفيزياء، الفضاء، الجيولوجيا والأحياء كما تضم مبنى الحواس ومركز الفنون والتكنولوجيا به 6 ورش، ومبنى الورشة الفنية والسينما والمسرح بها سينما ثلاثية والمسرح المفتوح ومسرح سمسم والمسرح الروماني ومسرح البحيرة ويوجد بالحديقة، قطارين يتكون كل قطار من ثلاث عربات تستوعب 108 راكب لكل قطار. وتضم الحديقة أنشظة بيئية مثل سفارى الغزلان وسفارى الطيور، بالإضافة إلى مسطحات خضراء بإجمالى 50400 متر مربع وبها أنواع نادرة من الأشجار إلى جانب حديقة حيوان لا توجد بها أى حيوانات مفترسة.